# Praça de Carlos Alberto
Die Praça de Carlos Alberto ist ein zentraler Platz im Stadtteil Vitória der portugiesischen Stadt Porto.

## Geschichte
Über Jahrhunderte hinweg war der Platz nach den Hufeisenschmieden (ferradores) benannt, die sich in diesem Teil der Stadt konzentrierten. An seiner Ostseite wurde im 18. Jahrhundert der Palácio dos Viscondes de Balsemão errichtet. Nach Umbau diente das Gebäude als Herberge. Später lebte darin König Karl Albert von Sardinien, der 1849 im Exil nach Porto kam. Zu seinen Ehren erhielt der Largo dos Ferradores seinen heutigen Namen.

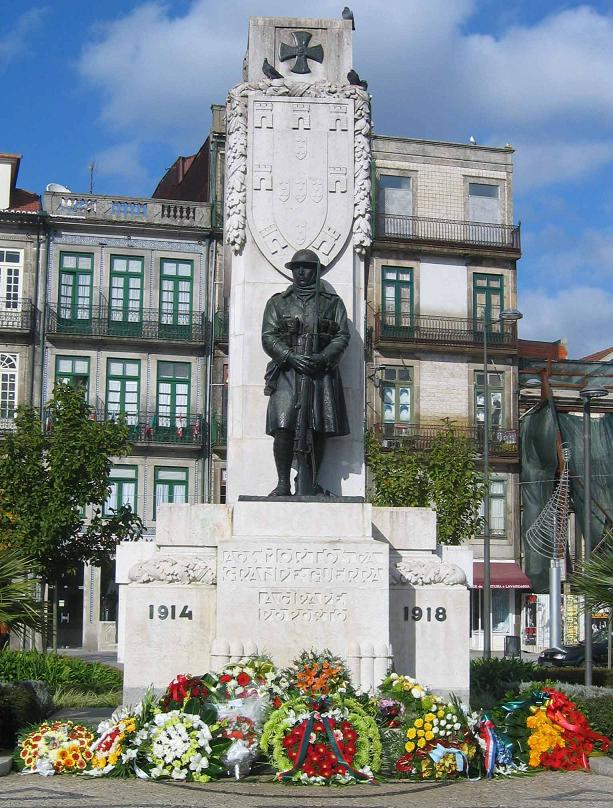
Denkmal für die Gefallenen des Ersten Weltkriegs, Skulptur von Henrique Moreira

Die Mitte des Platzes bildet eine kleine Parkanlage, in deren Zentrum ein Denkmal des Bildhauers Henrique Moreira an die aus Portugal stammenden Gefallenen des Ersten Weltkriegs erinnert.